# Mihai Lixandru
Mihai Daniel Lixandru (Bucarest, 5 giugno 2001) è un calciatore rumeno, centrocampista dell'FCSB.

## Carriera

### Club
Cresciuto nel settore giovanile dell'FCSB, debutta tra i professionisti nel 2020, quando viene ceduto in prestito al Viitorul Târgu Jiu, in seconda divisione. L'anno successivo viene prestato al Gaz Metan Mediaș, in massima serie. Tuttavia, agli inizi del 2022, il prestito viene interrotto e poco dopo viene ceduto con la stessa formula al Mioveni, sempre in massima serie. Rientrato alla base, riesce a giocare due incontri nei turni preliminari di Conference League con l'FCSB, prima di ritornare, sempre in prestito, al Mioveni.

### Nazionale
Ha giocato nella nazionale rumena Under-21.

## Statistiche

### Presenze e reti nei club
Statistiche aggiornate al 31 agosto 2022.
| Stagione        | Squadra            | Campionato      | Campionato | Campionato | Coppe nazionali | Coppe nazionali | Coppe nazionali | Coppe continentali | Coppe continentali | Coppe continentali | Altre coppe | Altre coppe | Altre coppe | Totale | Totale |
| Stagione        | Squadra            | Comp            | Pres       | Reti       | Comp            | Pres            | Reti            | Comp               | Pres               | Reti               | Comp        | Pres        | Reti        | Pres   | Reti   |
| --------------- | ------------------ | --------------- | ---------- | ---------- | --------------- | --------------- | --------------- | ------------------ | ------------------ | ------------------ | ----------- | ----------- | ----------- | ------ | ------ |
| 2020-2021       | Viitorul Târgu Jiu | L2              | 15+6       | 0+1        | CR              | 2               | 0               |                    | -                  | -                  |             | -           | -           | 23     | 1      |
| 2021-feb. 2022  | Gaz Metan Mediaș   | L1              | 17         | 1          | CR              | 1               | 0               |                    | -                  | -                  |             | -           | -           | 18     | 1      |
| feb.-giu. 2022  | Mioveni            | L1              | 3+9        | 0          | CR              | -               | -               |                    | -                  | -                  |             | -           | -           | 12     | 0      |
| lug.-ago. 2022  | FCSB               | L1              | -          | -          | CR              | -               | -               | UECL               | 2                  | 0                  |             | -           | -           | 2      | 0      |
| 2022-2023       | Mioveni            | L1              | 4          | 0          | CR              | 0               | 0               |                    | -                  | -                  |             | -           | -           | 4      | 0      |
| Totale carriera | Totale carriera    | Totale carriera | 54         | 2          |                 | 3               | 0               |                    | 2                  | 0                  |             | -           | -           | 59     | 1      |

## Palmarès

### Club

#### Competizioni nazionali
- Campionato rumeno: 2

FCSB: 2023-2024, 2024-2025
- Supercoppa di Romania: 1

FCSB: 2024, 2025